# InvadR
InvadR in Busch Gardens Williamsburg (Williamsburg, Virginia, USA) ist eine Hybrid-Holzachterbahn des Herstellers Great Coasters International, die am 7. April 2017 eröffnet wurde.
Die 645,6 m lange Strecke verfügt über eine 22,6 m hohe Abfahrt, auf der die Züge eine Höchstgeschwindigkeit von 77,2 km/h erreichen.

## Züge
InvadR besitzt zwei Züge des Typs Millennium Flyer mit jeweils acht Wagen. In jedem Wagen können zwei Personen (eine Reihe) Platz nehmen. Bei den Zügen handelt es sich um jene, die zuvor auf der Achterbahn Gwazi im Schwesterpark Busch Gardens Tampa ihre Runden fuhren.